# Via Gemito
Via Gemito è un romanzo, in parte autobiografico, dello scrittore napoletano Domenico Starnone, vincitore del Premio Strega, del Premio Napoli nel 2001. e del Premio Selezione Campiello. Il libro è scritto in italiano e napoletano.

## Trama
Il titolo del libro si riferisce alla strada del Vomero (strada che collega via Cilea e piazza Quattro Giornate) in cui ha vissuto la famiglia del narratore.
Federì, il protagonista del romanzo, è un artista, ma è costretto a fare il ferroviere per sopravvivere. Egli sfoga la sua frustrazione su tutti coloro che lo circondano, in particolare sulla moglie e sui figli. La voce narrante è quella del suo primogenito, che ricostruisce la vita del padre, segnata dal rancore e dalla violenza fino alla morte della moglie, allorquando, insieme ai figli, poté sopravvivere grazie al sacrificio della sorella Anna e del marito Peppino.